# Lepeoptheirus chilensis
Lepeoptheirus chilensis är en kräftdjursart som beskrevs av Wilson 1905. Lepeoptheirus chilensis ingår i släktet Lepeoptheirus och familjen Caligidae. Inga underarter finns listade i Catalogue of Life.